# آيت بومزيل الجبل (أكلمام أزكزا)
آيت بومزيل الجبل هي إحدى مشيخات المملكة المغربية، تتبع جغرافيا لإقليم خنيفرة وإداريًا لأكلمام أزكزا. يقدر عدد سكانها بـ 1565 نسمة حسب الإحصاء الرسمي للسكان والسكنى لسنة 2004.